# Tuwat-Kongress
Der in Berlin im August 1981 abgehaltene Tuwat-Kongress (wörtlich: Tu was) richtete sich gegen die vom Berliner Senat angekündigte Räumung von besetzten Häusern.

## Hintergrund
Im Januar 1978 fand ebenfalls in Berlin das Treffen in Tunix (wörtlich: Tu nichts) mit 15.000 Teilnehmern statt. Dieser Kongress war die „Geburtsstunde der Alternativbewegung“ und eine Reaktion auf den Deutschen Herbst.
Der „Tuwat-Kongress“ wurde im Rahmen der Mobilisierung gegen die angekündigte Räumung von acht besetzten Häusern im September 1981 organisiert. Im Anschluss an die Räumung, die nach Verzögerungen am 22. September 1981 stattfand, starb der Hausbesetzer Klaus-Jürgen Rattay, er wurde von einem Bus erfasst, nachdem er vor der Polizei auf die Straße flüchtete.

## Geschichte
Tuwat – gegen die organisierte Unmenschlichkeit begann im August 1981 mit einer „Tuwat-Veranstaltung“ (Tuwat-Spektakel genannt), einem Fackelzug zur Eröffnung des Widerstandes gegen die drohende Räumungen von besetzten Häusern. Zum Programm gehörten Zeltplätze, Stadtteilküchen, Musik und Veranstaltungen, Demonstrationen und Workshops.

### Chronologie 1981
- 9. August: Ankündigung zum „Tuwat-Kongress“. Geplant war ein vierwöchiges Treffen für Teilnehmer aus ganz Europa.
- 10. August: Die „Tuwat-Informationszentrale“ wurde von einer Zivilstreife durchsucht.
- 11. August: Gegen die drohende Räumung besetzter Häuser demonstrierten circa 2000 Menschen
- 17. August: Innensenator Heinrich Lummer stellte den Besetzern von acht Häusern ein Ultimatum zur Räumung.
- 20. August: Etwa 10.000 Teilnehmer demonstrierten gegen die angekündigte Räumung.
- 25. August: Das Tuwat-Spektakel begann mit etwa 2000 (von fast 50.000 aus ganz Europa erwarteten) Teilnehmern.
- 29. August: Eine Gruppe von Druckern der Zeitung Der Tagesspiegel übernahm eine Patenschaft für ein besetztes Haus.
- 12. September: Nach einem Aufruf unter der Überschrift „TUWAT,TXT“ trifft Wau Holland sich in den Räumen der taz mit anderen um über Themen der Digitalisierung zu sprechen. Aus dieser Gruppe entsteht wenig später der Chaos Computer Club.
- 22. September: Die acht besetzten Häuser wurden von rund 2000 Polizisten geräumt. Es kam zu Auseinandersetzungen zwischen der Polizei und den Hausbesetzern. Klaus-Jürgen Rattay kam zu Tode.

Mit eingeschleusten V-Leuten sollte die Hausbesetzerbewegung in Berlin zu gewalttätigen Aktionen gebracht werden um „die Bekämpfung dieser Szene wesentlich zu erleichtern“, hieß es in einem angeblich vertraulichen Dokument vom Berliner Verfassungsschutz. Auch wurden Plakate und Druckschriften des Tuwat-Kongress beschlagnahmt.